# Cnidoscolus aurelii
Cnidoscolus aurelii är en törelväxtart som beskrevs av Francisco Javier Fernández Casas. Cnidoscolus aurelii ingår i släktet Cnidoscolus och familjen törelväxter. Inga underarter finns listade i Catalogue of Life.